# 聖地亞哥河

聖地亞哥河

聖地亞哥河（西班牙語：Río Santiago）是南美洲的河流，流經厄瓜多爾和秘魯，屬於馬拉尼翁河的支流，河道全長500公里，集水區面積33,640平方公里，平均流量每秒1,780立方米。